# Tortula buyssonii
Tortula buyssonii är en bladmossart som beskrevs av Brotherus 1902. Tortula buyssonii ingår i släktet tussmossor, och familjen Pottiaceae. Inga underarter finns listade i Catalogue of Life.